# Sherlock Holmes (peça)
Sherlock Holmes é uma peça teatral de quatro atos  escrito por William Gillette e Sir Arthur Conan Doyle, baseado no personagem de Conan Doyle Sherlock Holmes.

## Antecedentes
Sir Arthur Conan Doyle sempre teve um interesse em escrever para o palco, mas seus esforços ainda tiveram que mostrar algum sucesso.   Reconhecendo o sucesso de seu personagem Sherlock Holmes, Conan Doyle decidiu escrever uma peça baseada nele. 
O produtor teatral americano Charles Frohman aproximou Conan Doyle e solicitou os direitos para Holmes.  Apesar de nada veio de sua associação na época,  o fez inspirar Conan Doyle a escrever uma peça em cinco atos que caracteriza Holmes e o Professor Moriarty. Ao ler a peça, Frohman sentiu que era impróprio para produção  e, em vez persuadido Conan Doyle que o ator William Gillette seria um Holmes ideal  e também seria a pessoa perfeita para reescrever a peça.Gillette, um dramaturgo de sucesso, vestiu um chapéu de feltro e cape  para visitar Conan Doyle e solicitar permissão para desempenhar não só a parte mas para reescrevê-lo a si mesmo. 

## Criação
O jogo em si atraiu material a partir da história publicadas de Conan Doyle "A Scandal in Bohemia", "The Final Problem", e " A Study in Scarlet", enquanto a adição de muitas coisas novas também. Como o enredo foi em grande parte, tirado do cânone de Doyle, com alguns diálogos diretamente foram retirado de suas histórias originais, Doyle foi creditado como co-autor, apesar de que Gillette escreveu a peça.
Gillette tomou grandes liberdades com a personagem, como dar a Holmes um interesse amoroso. Enquanto Conan Doyle foi inicialmente desconfortável com esses acréscimos, o sucesso da peça suavizou seus pontos de vista; ele disse: "Fiquei encantado tanto com a peça, o ator, e o resultado pecuniário". Doyle mais tarde contou que ele havia recebido um cabo de Gillette perguntando: "Posso casar Holmes?", ao que Conan Doyle respondeu: "Você pode se casar com ele, matá-lo, ou fazer qualquer coisa que você gostaria com ele." O interesse amoroso foi modelado no papel de Irene Adler em "A Scandal in Bohemia", com Gillette reinventar o personagem e renomeando-a "Alice Faulkner".
Conan Doyle tinha mencionado um pajem sem nome em "A Case of Identity", e Gillette utilizou o personagem e batizaram "Billy". O próprio Conan Doyle, mais tarde, reintroduziu o personagem em algumas histórias de Holmes e continuou a usar o nome Billy.
A peça ds Gillette apresenta o Professor Moriarty como o vilão, mas Gillette o nomeia para "Robert Moriarty",  neste momento nenhum nome próprio tinha sido dada para o professor nas histórias de Conan Doyle.

## Performances
A peça estreou em Nova Iorque em 06 de novembro de 1899, e correu lá para mais de 260 performances  antes de turnê nos Estados Unidos e, em seguida, passar para a Lyceum Theatre de Londres em setembro de 1901.  Durante a etapa da turnê em Londres, um menino de treze anos de idade chamado Charlie Chaplin interpretou Billy,  e a peça finalmente fechou depois de 200 apresentações.  Gillette depois reviveu o show em 1905, 1906, 1910, e 1915. 

## Adaptações

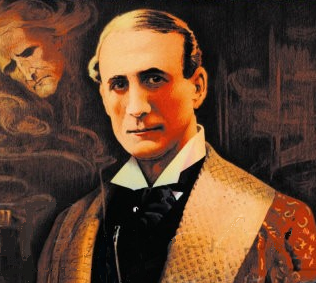
H. A. Saintsbury no papel principal, ca. 1903

No início de 1900, H. A. Saintsbury assumiu o papel de Gillette para uma turnê da peça. Entre esta peça é a própria adaptação da história de Conan Doyle de "The Adventure of the Speckled Band", de Saintsbury retratando Holmes mais de 1000 vezes.
Em 1916, um filme mudo da peça também tem direito Sherlock Holmes destaque e William Gillette no papel de Holmes e tem sido chamado de "o mais elaborado dos primeiros filmes".  É uma das primeiras adaptações para o cinema americanos do personagem Holmes. Longo pensado para ser um filme perdido, uma cópia do filme foi encontrado na coleção da Cinémathèque Française em outubro de 2014 e está sendo restaurado para a seleção. 
A peça foi novamente filmada em 1922, desta vez com John Barrymore vestindo o chapéu de feltro.  1932 trouxe outra adaptação da peça de Gillette, com Clive Brook assumindo o papel de Sherlock Holmes. 
O filme 1939 The Adventures of Sherlock Holmes, o segundo filme para estrelar Basil Rathbone como Holmes e Nigel Bruce como Watson, é creditado como uma adaptação da peça, apesar de ter poucas semelhanças.
A Royal Shakespeare Company reviveu a peça em 1973.  Dirigido por Frank Dunlop e estrelado por John Wood como Holmes, a peça foi um enorme sucesso, o que levou a um movimento para Broadway e uma turnê subseqüente. Wood foi sucedido como Holmes por John Neville, Robert Stephens, e Leonard Nimoy; os dois primeiros tinham ambos interpretaram o detetive antes (Neville em A Study in Terror e Stephens em The Private Life of Sherlock Holmes.) Dunlop foi indicado para o Drama Desk Award de Melhor Diretor de uma peça. 
Frank Langella realizou pela primeira vez a parte em 1977 no Williamstown Theatre Festival, em Massachusetts.  Ele assumiu o papel mais uma vez para uma produção gravada para a HBO em 1981.  Esta seria apenas a segunda produção de teatro a realizar pela HBO. 

## Impacto Cultural
Holmes de Gillette foi o primeiro a proferir "Elementar, meu caro Watson", uma frase que nunca aparece nas histórias de Conan Doyle. A citação completa é: "Oh, isso é elementar, meu caro Watson."
Foi também Gillette, que introduziu o famoso cachimbo como uma marca da  Holmes prop.